# Grad Švarcenštajn
Grad Švarcenštajn (nemško Schwarzenstein - med ljudstvom poznan le kot slovensko Gradič) stoji na položnem griču južno od naselja Laze  pri Velenju, v župniji Št. Ilj pod Gradičem oziroma pri Velenju; zgrajen je bil  v prvi polovici 14. stoletja. Nastanek v 14. stoletju potrjujejo tudi arhitekturne značilnosti, ki so gotske. Današnja stavba je v svojih temeljnih sestavinah iz leta 1523.

## Zgodovina
Grad ali gradič Švarcenštajn so po vsej verjetnosti po letu 1322 pozidali Celjski grofje, glede na to da je bil njihov alod in da so to področje dedovali po sorodnikih Vovbrških grofih. (Na grajski kleti najdemo letnico 1076, kar pa kaže le na možnost uporabe materiala iz druge starejše stavbe.) Grad so zgradili za povezavo med svojimi posesti v Šaleški dolini in starim alodialnim jedrom okoli Žovneka.   Grad zanje ni imel večjega pomena in so ga po nekaj desetletjih začeli podeljevati v fevd svoji viteški klienteli, kar priča o njegovem majhnem pomenu za Celjske.
Grad Švarcenštajn (Schwarzenstein) je posredno omenjen leta 1360 kot Swarczenstain, ko se je po njem imenoval vitez Oton (Ott Flaming de Swarczenstain), izrecno pa šele leta 1428 (vest Swarczenstain).
Leta 1436 so ga celjski grofje podelili v fevd Andreju Trebniškemu (Triebeneggerju), leta 1441 Ulriku Moshaimerju, po letu 1532 pa je bil spet v posesti Trebniških. V drugi polovici 16. stoletja je bil Grad Švarcenštajn in njegov lastnik baron Jurij Trebniški eden od centrov luteranstva v Šaleški dolini. Baron Jurij Trebniški je bil vplivna osebnost svojega časa, štajerski deželni svétnik in namestnik deželnega kneza nadvojvode Karla. Na svojem gradu je ustvaril distribucijski center luteranske literature po Štajerski. Med literaturo se omenja tudi večje število Dalmatinove biblije.
Od leta 1614 so bili med lastniki še Hans Ludvik Sauer iz Velenja, po letu 1618 Hans Wagen, in od leta 1627 Jurij Schrottenbach.
V kmečkem uporu leta 1635 so ga zavzeli in deloma porušili uporni kmetje. Zatem so Švarcenštajn imeli grofje Gaisrucki od leta 1656 do 1682 in od leta 1720 do 1730, grof Ulrik Maschwander od leta 1682 do 1720, baroni Adlsteini od leta 1730, od leta 1785 baroni Diennersbergi, od leta 1798 Gabriel Pauer in od leta 1805 Matija Kasesnik, leta 1849 pa je poslopje kupil kmet Boštjan Glušič.
V preteklem stoletju so bili lastniki gradu rodbina Pirnat. Na gradu je leta 1924 umrl lastnik Jakob Pirnat, pravnik in mecen, ki je pomagal pri ustanovitvi Celjske narodne čitalnice in na sploh podpornik slovenstva in v tem okviru Družbe Cirila in Metoda. Slednji je zapustil tudi gradič, kasneje pa ga je od nje kupila družina Goričar iz Šoštanja..
Zanemarjeno dvonadstropno stavbo  sedaj počasi obnavlja zasebnik, zaljubljenec v slovensko zgodovino, ki je stavbo kupil sicer poceni od Velenjske občine, vendar z obveznostjo, da jo bo popravil (brez pomoči te iste občine) - kar pa ne bo poceni. 
Nekaj slik. Arhivirano 2011-12-24 na Wayback Machine.